# Rains County
Rains County är ett administrativt område i delstaten Texas, USA, med 10 914 invånare (2010). Den administrativa huvudorten (county seat) är Emory. 

## Geografi
Enligt United States Census Bureau så har countyt en total area på 670 km². 601 km² av den arean är land och 69 km² är vatten.  

### Angränsande countyn
- Hopkins County - norr
- Wood County - öster
- Van Zandt County - sydväst
- Hunt County - nordväst